# Punto Informatico
Punto Informatico ist eine italienische Internet-Tageszeitung.
Mit 1,1 Millionen Lesern pro Monat ist Punto Informatico eine der bekanntesten italienischen Online-Tageszeitungen und auch die älteste, gegründet im Jahr 1996 von Andrea De Andreis.
Punto Informatico war zweimal Kandidat für den Internationalen Journalistischen Ischia-Preis (2009, 2010).

## Redaktion

### Zentrale Redaktion
- Massimo Sesti (Herausgeber, seit 2010)
- Andrea De Andreis (Herausgeber, 1996/2010)
- Massimo Mattone (Chefredakteur, seit 2010)
- Paolo De Andreis (Chefredakteur, 1996/2010)
- Luca Annunziata (Editor)
- Gaia Bottà (Editor)

### Bekannte Kolumnisten
- Massimo Mantellini (Kolumnist) – „Contrappunti“
- Luca Spinelli (Kolumnist) – „Puntodivista“
- Marco Calamari (Kolumnist) – „Cassandra Crossing“

### Redakteure
- Dario d’Elia
- Giulio Fornasar
- Tommaso Lombardi
- Mauro Lupi
- Alfonso Maruccia
- Luca Saccomani

## Preise
- Big Brother Awards (Italy) 2010 (Positiv-Abteilung), „Winston Smith – eroe della Privacy“[7]
- Premio WWW 2006, Kategorie: „Technologie und Innovation“, Il Sole 24 Ore[8]
- Premio WWW 2005, Kategorie: „Technologie und Innovation“, Il Sole 24 Ore[9]